# Netsh

در کامپیوتر netsh یا network Shell یک ابزار خط دستوری می‌باشد که در تمامی نسخه‌های ویندوز ۲۰۰۰ به بعد موجود می‌باشد و این امکان را برای کاربر فراهم می‌سازد تا با استفاده از این ابزار به تنظیم تجهیزات شبکه و از جمله رابط بپردازند. در کنار این خدمات شما می‌توانید با استفاده از آن به تغییر آی پی خود نیز اقدام کنید و در ویندوزهای ویستا به بعد حتی شما امکان ویرایش تنظیمات شبکه‌های وایرلس یا بی‌سیم را نیز از طریق این ابزار می‌توانید انجام دهید
برخی از دستورها خط دستور و ابزارهای کاربردی در محیط ویندوز وجود دارند که فی نفسه از بسیاری از نرم‌افزارهای جانبی پرکاربرد تر و از لحاظ نصب و استفاده نیز در دسترس می‌باشد و برای افرادی که در زمینه شبکه‌های کامپیوتری چه در حال تحصیل یا به عنوان شغل خود در این زمینه مشغول به فعالیت می‌باشد ضروری است تا با این دستورها آشنا شوند که به مرور زمان تلاش خواهیم کرد با مقاله‌های کاربردی این دستورها را معرفی نماییم دستوری که برای امروز در نظر گرفته‌ایم دستور Netsh یا همان Net shell می‌باشد توسط این دستور شما می‌توانید از خط دستور CMD هر گونه تغییرات دلخواه خود را بر روی تنظیمات شبکه محلی و راه دور Remote اعمال نمایید.
از ویژگی‌های بارز این دستور امکان اجرای دستورهای دسته ای Batch یا اجرای گروهی از دستورها، به صورت اتوماتیک از روی فایل می‌باشد. این ابزار بر روی همه ویندوزها موجود می‌باشد ولی نسخه‌های قبل از ویندوز هفت قابلیت تغییر تنظیمات کارت شبکه‌های بی‌سیم را دارا نمی‌باشند و این امکان بر روی نسخه‌های بعد از ویندوز هفت موجود می‌باشد